# European Union Youth Orchestra
Het European Union Youth Orchestra (EUYO; Jeugdorkest van de Europese Unie) is een opleidingsorkest voor jonge musici in de Europese Unie (EU). Het orkest wordt gefinancierd door de EU en door een aantal lidstaten. Het orkest verenigt jonge en getalenteerde musici uit de hele unie met internationaal vooraanstaande docenten.

## Geschiedenis

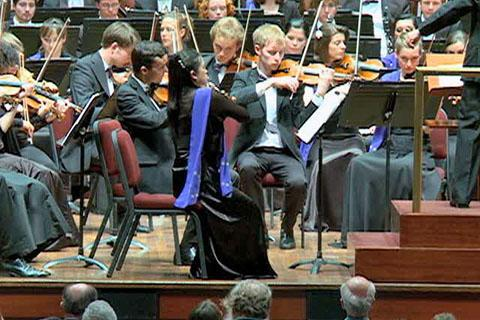
European Union Youth Orchestra in het Kennedy Center, april 2012

Het "European Community (Europese Gemeenschap) Youth Orchestra", zoals het orkest aanvankelijk heette, werd opgericht in 1978 met het idee van het Europese ideaal van samenwerking om vrede en wederzijds begrip te bereiken, maar ook om een van de beste niet-professionele orkesten ter wereld te verkrijgen. Het orkest werd opgericht door de promotoren van jongerenkunst Lionel en Joy Bryer met de steun van het Europees Parlement en de Europese Commissie.
Toen in 1981 een aantal leden van het European Community Youth Orchestra (ECYO) de leeftijdsgrens van 23 jaar bereikte waarop ze het orkest moesten verlaten, besloten ze tot de oprichting van een nieuw professioneel kamerorkest op te richten, het Chamber Orchestra of Europe (COE). De toenmalige dirigent van het ECYO, Claudio Abbado, werd toen ook de artistiek leider van het COE.

## Leden
De 140 musici worden geselecteerd door strenge audities, waar meer dan 4.000 mensen op af komen. Auditanten moeten tussen de 14 en 24 jaar oud zijn. Als ze worden aangenomen is dat voor 12 maanden, daarna moeten ze opnieuw auditie doen als ze nog langer in het orkest willen blijven. Meer dan 90% van de spelers vindt een baan in een professioneel orkest na het verlaten van het EUYO.
Muzikaal leider van het orkest is sinds 2015 Vasili Petrenko.

## Concerten en tournees
Het EUYO speelt geregeld in de programma's in de culturele hoofdstad van Europa en in de jaarlijkse BBC Proms in de Royal Albert Hall in Londen. Het orkest maakt regelmatig tournees door Europa en heeft ook China, Hong Kong, Japan, India, Kazachstan, Noord- en Zuid-Amerika bezocht.